# Tiare de Napoléon Ier
Ne doit pas être confondue avec la couronne de Napoléon Ier.

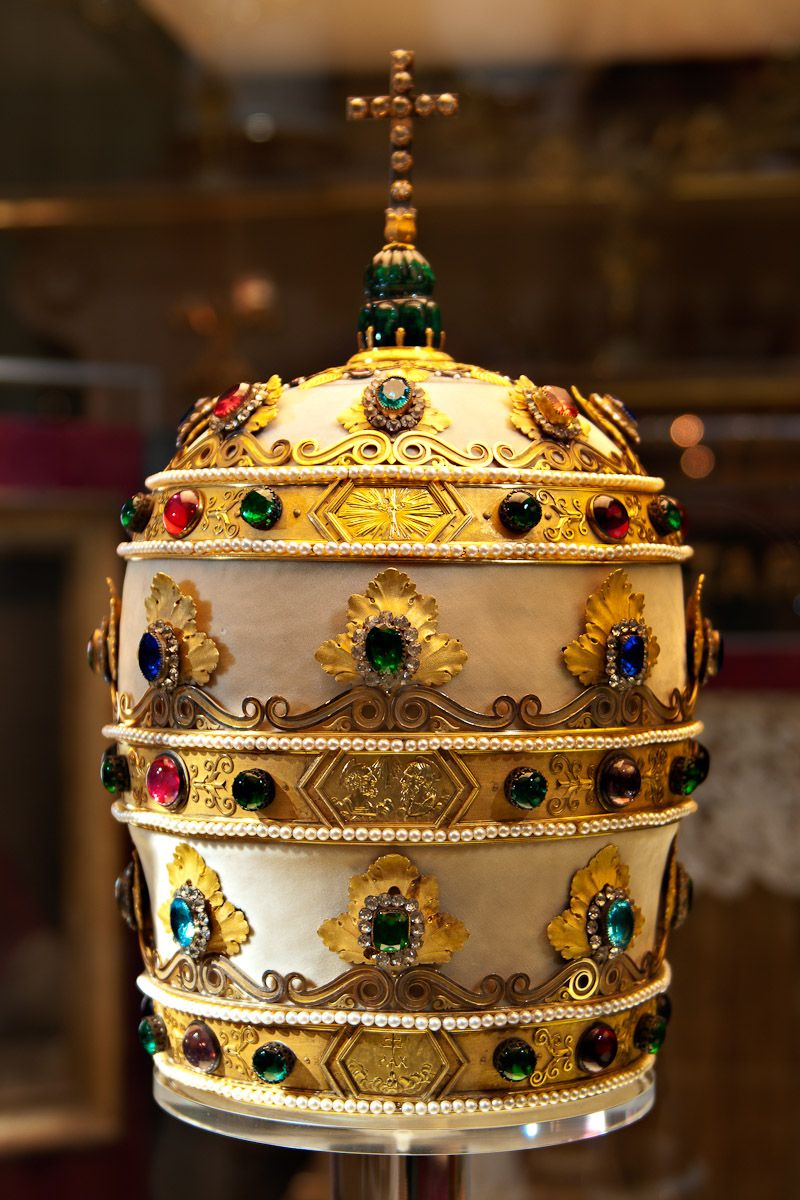
Aspect actuel de la tiare de Napoléon

La tiare de Napoléon Ier, ou tiare napoléonienne, est une tiare pontificale offerte par Napoléon Ier au pape Pie VII, en remerciement de sa présence durant le sacre. Bien que somptueusement décorée, elle est conçue intentionnellement trop lourde pour être portée, dans le but secret d'humilier le pape et la papauté, qui résistaient de plus en plus à la domination de Napoléon en Europe.

## Description
La tiare, reprenant le design traditionnel des tiares pontificales, est conçue et fabriquée par Henri Auguste et Marie-Étienne Nitot de la maison Chaumet, à Paris. Sur une structure centrale en velours blanc, s'intègrent trois couronnes d'or surmontées d'ornement floraux et serties de rubis, d'émeraudes, de saphirs, de diamants et de perles. Au total et pour un coût de 179 800 francs, la tiare comporte 3 345 pierres précieuses et 2 990 perles.
La tiare porte à son sommet une grande émeraude (404,5 carats) que Pie VI avait fait enlever de sa tiare personnelle pour payer les sommes exorbitantes exigées par le traité de Tolentino en 1797 (que le cardinal Consalvi, dans ses Mémoires, appelle le brigandage de Tolentino). Cette émeraude, avait appartenu à la base de la tiare du pape Grégoire XIII, créée par Cristoforo Foppa. Le milieu de chaque couronne en or porte un bas-relief à la gloire de Napoléon en tant que restaurateur du culte catholique (par l'abrogation de la Constitution civile du clergé et la conclusion du concordat de 1801 signé avec le pape Pie VII). Des plaques additionnelles portant le nom de victoires militaires napoléoniennes ont, par la suite, été supprimées de l'ornementation de la tiare.
Dans Le Sacre de Napoléon, peint par David, la tiare est présente derrière le pape, tenue par un prélat.

## Un affront politique à peine voilé

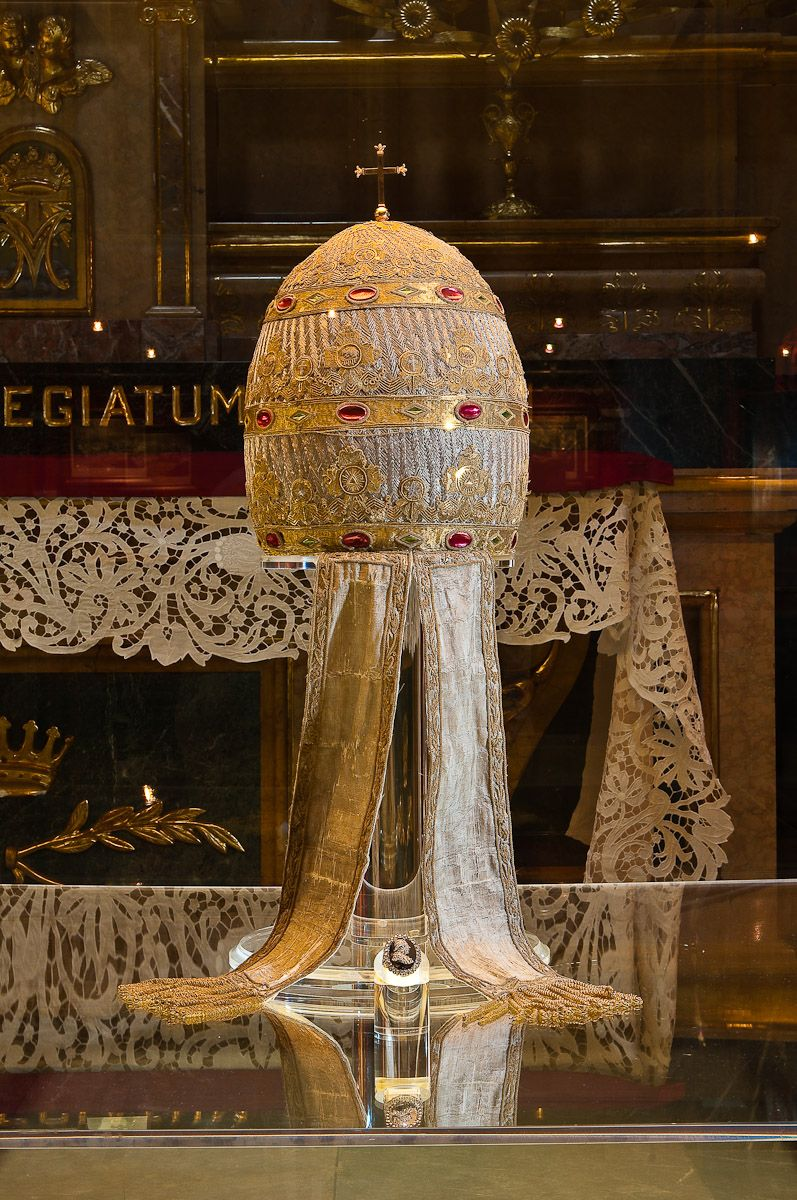
La tiare temporaire du pape Pie VII, en 1800 (avec une base intérieure en papier mâché, toutes les tiares précieuses du Vatican ayant été dérobées par les troupes du Directoire français en 1798).

Lors de son couronnement, Napoléon avait promis d'envoyer à Pie VII un autel, deux coches cérémoniels et une tiare. Seule cette dernière fut effectivement livrée, en juin 1805. Alors que les modèles habituels pèsent environ entre 0,91 et 2,27 kg, la tiare de Napoléon pèse 8,2 kg. Certaines pierres provenaient d'anciennes tiares pontificales brisées et volées par les troupes du Directoire en 1798, quand le général Berthier envahit Rome, établit la République romaine, prétendit abolir la papauté, et déporta le pape Pie VI en France, où il mourut. Son successeur, Pie VII, fut élu à Venise et fut couronné en 1800.
La tiare était ainsi un affront à peine voilé envers le pape. Cependant, le pape, extrêmement diplomate, alors qu'il allait bientôt se montrer résistant intransigeant quant aux droits imprescriptibles du Saint-Siège et de l'Église, quoique de manière toujours pacifique, remercia Napoléon pour son cadeau dans une lettre du 23 juin 1805, et précisa qu'il avait bien l'intention de l'utiliser lors de la messe pontificale des solennités des saints Pierre et Paul.

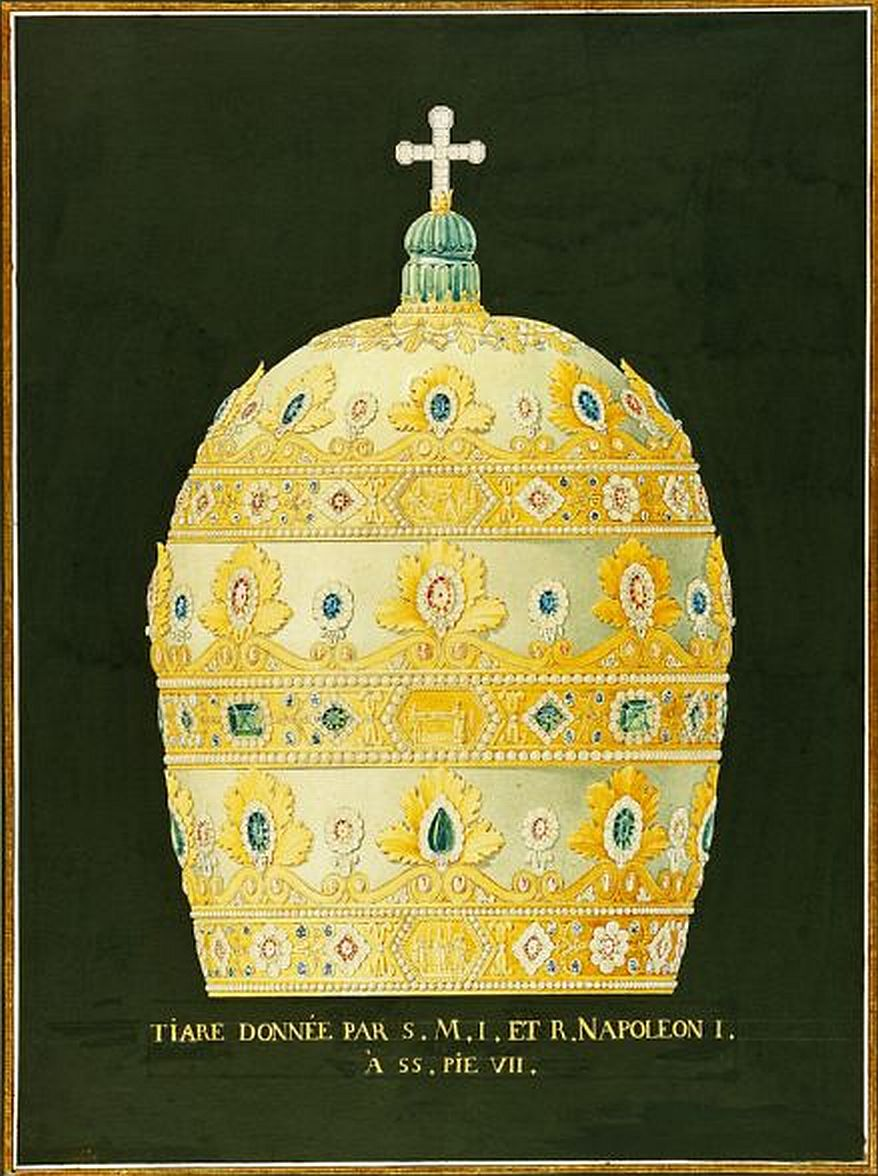
Dessin original de la tiare (1805)

## Modifications
À l'origine, le milieu du cerceau de chaque couronne contenait un bas-relief glorifiant Napoléon. Ces décorations furent supprimées par le cardinal Ercole Consalvi, Secrétaire d'État, alors cardinal secrétaire d'État, puis remplacés par des passages bibliques (Actes 20:28 en haut, Apocalypse 11:4 au milieu, et Psaumes 85:10 en bas)
Lors de l'insurrection romaine de 1831, la tiare est enterrée dans les jardins du Vatican et souffre de nombreux dommages. Elle est restaurée en 1834, et sa taille modifiée pour pouvoir être portée. Elle a depuis servi lors de plusieurs couronnements pontificaux, notamment celui du pape Pie IX le 21 juin 1846. Sa dernière représentation officielle date du concile Vatican I en 1870. Le pape Benoît XV fit retirer la plupart des pierres précieuses (à l'exception de l'émeraude du sommet et de huit saphirs) et les fit vendre, les faisant remplacer par des répliques en verre. La vente de ces joyaux servit à soutenir financièrement des victimes italiennes de la Première Guerre mondiale.